# Anna Pasikowska
Anna Pasikowska (ur. 29 kwietnia 1963 w Szczecinie) – polska pisarka specjalizująca się głównie w literaturze z gatunku romans. Ukończyła filologię rosyjską na Uniwersytecie Szczecińskim. Po studiach przez półtora roku pracowała w jednym ze szczecińskich liceów. Potem wyjechała z mężem na dwa lata do Toronto, z którego wróciła do Polski w 1991. Mieszka w Szczecinie, razem mężem i trójką dzieci. Kiedy najmłodsze dziecko rozpoczęło edukację przedszkolną zaczęła pisać powieści.
Zadebiutowała w 2006 roku powieścią Rollercoaster, opublikowaną w wydawnictwie Albatros. W roku 2010 wydawnictwo Walkowska opublikowało jej drugą powieść:  Pałac z lusterkami.